# Roczniki Kwedlinburskie

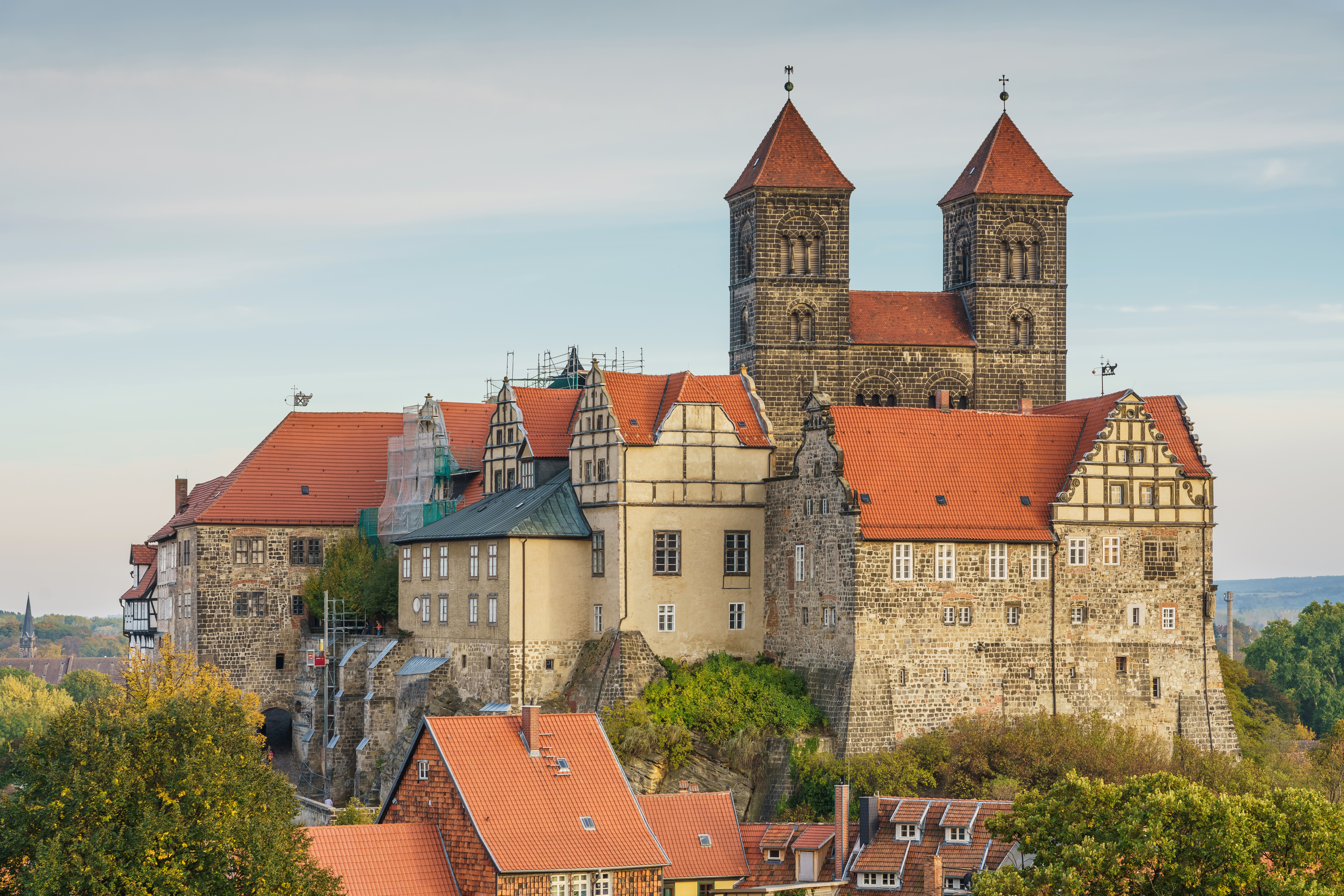
Klasztor

Roczniki Kwedlinburskie (łac. Saxonicae Annales Quedlinburgenses, niem. Quedlinburger Annalen) powstały w latach 1008–1030 w opactwie kwedlinburskim. Uważa się, iż autorem Roczników była kobieta. Roczniki poświęcone są przede wszystkim historii Świętego Cesarstwa Rzymskiego; zawierają również pierwszą pisemną wzmiankę Litwy („Litua”) zapisaną pod rokiem 1009. Oryginał Roczników nie zachował się; do naszych czasów przetrwała jedynie XVI-wieczna kopia przechowywana w Dreźnie. 

## Kwedlinburg
Kwedlinburg jest miastem w środkowych Niemczech, położone nad rzeką Bode. Założone w 922 roku przez Henryka I Ptasznika, zyskało na znaczeniu gdy Otton I Wielki wybudował tu palatium królewskie - rezydencję władców Saksonii. Duży wpływ na politykę i gospodarkę Kwedlinburga miało ufundowane w 936 przez Ottona I, z inicjatywy jego matki Matyldy, wdowy po Henryku I Ptaszniku, żeńskie opactwo dla kobiet wywodzących się głównie z arystokracji.
Królowa Matylda została przełożoną klasztoru i sprawowała tę funkcję przez 30 lat. W 966 roku córka Ottona I Matylda objęła funkcję ksieni w klasztorze. Cesarz Otton III nadał klasztorowi przywilej targowy, celny oraz prawo bicia własnej monety. Klasztor kwedlinburski otrzymał także wiele darów od saskiego domu królewskiego co przyczyniło się do szybkiego rozwoju gospodarczego miasta. Kwedlinburg był położony niedaleko Magdeburga, miejsca narad królewskich, tak więc autorzy Roczników mieli dostęp do wiarygodnych informacji i relacji naocznych świadków.
W ok. 1089–92 w klasztorze przebywał Zbigniew, syn polskiego księcia Władysława I Hermana.

## Roczniki

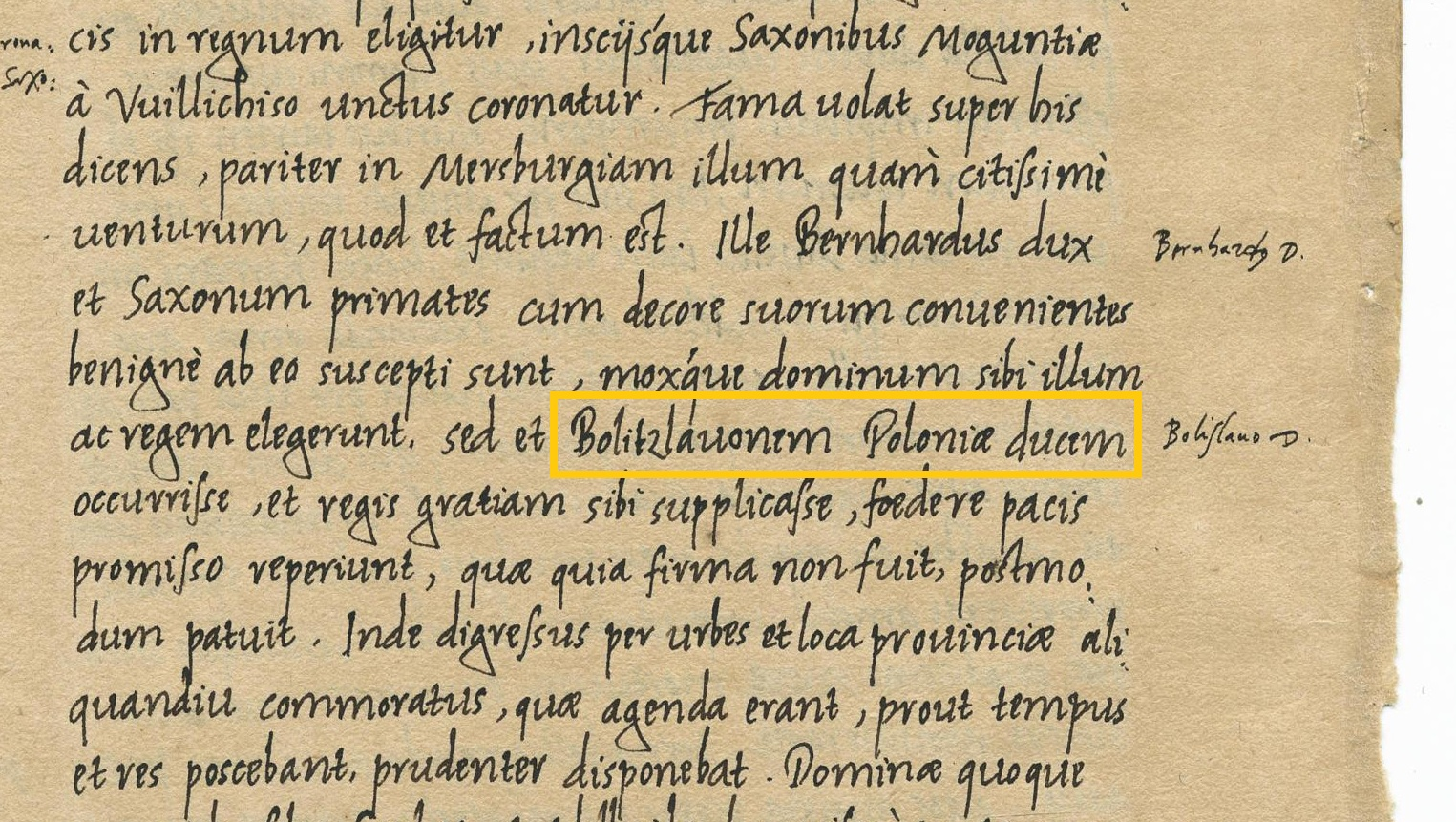
Nazwa Polonia zanotowana w Annales Quedlinburgenses w odpisie z 1550 roku.

Roczniki rozpoczynają się od przedstawienia historii świata od czasów biblijnego Adama aż po Sobór konstantynopolitański III (680-681), opartej na kronikach Izydora z Sewilli, Hieronima ze Strydonu i Bedy Czcigodnego. Treść Roczników do roku 1002 jest w znacznej części kompilacją zapisków ze starszych źródeł, chociaż znaleźć można także oryginalne notatki z roku 852. Począwszy od roku 1008 Roczniki charakteryzują się obfitością informacji, z czego wnioskuje się, iż w roku tym nastąpiła właściwa kompilacja dzieła. Z tą tezą nie zgadza się Robert Holzman podając rok 1000 jako rok rozpoczęcia pracy nad utworem.
Uważa się, iż w latach 1016-1021 autor Roczników, z przyczyn bliżej nieustalonych, zawiesił chwilowo swą pracę, aby powrócić do niej w latach 1021-1030, kiedy to donosi o militarnym zwycięstwie nad Mieszkiem II.
Głównym celem autorów Roczników było uwiecznienie dla potomności dziedzictwa dynastii Ludolfingów (Ottonów) i samego Kwedlinburga. Roczniki zawierają opowieści o wielu postaciach zarówno historycznych jak i legendarnych takich jak Attyla, wódz Hunów czy król Gotów Teodoryk. W Rocznikach wykorzystane zostały również miejscowe tradycje; według historyczki Felice Lifshitz zawartość elementów ludowych (np. sag) w dziele z Kwedlinburga jest bezprecedensowa. Roczniki stały się ważnym źródłem historycznym, w XII wieku były wykorzystane przez co najmniej pięciu współczesnych historyków. Felice Lifshitz twierdzi, iż Roczniki odegrały kluczową rolę w kształtowaniu poglądów wpływowych przedstawicieli narodu niemieckiego XIX i XX wieku na średniowieczną historię Niemiec i sposoby jej interpretacji. Roczniki analizowane są w różnych kontekstach; badacze średniowiecznego poematu Beowulf próbują identyfikować Hunaland z Frankami; są wykorzystywane przez klimatologów oraz w dyskusji nad apokaliptyczną wizją roku 1000..

## Pierwsza wzmianka o Litwie
W Rocznikach Kwedlinburskich, w opisie męczeńskiej śmierci biskupa misyjnego św. Brunona z Kwerfurtu, znalazła się pierwsza pisemna wzmianka o Litwie („Litua”). Datę tę Litwini uznają za symboliczny początek swego państwa. W zapisie z 9 marca 1009 r. czytamy:
„Sanctus Bruno, qui cognominatur Bonifacius, archiepiscopus et monachus, XI suae conversionis anno in confinio Rusciae et Lituae a paganis capite plexus, cum suis XVIII, VII. Id. Martii petiit coelos.”
„Święty Brunon, drugiego imienia Bonifacy, arcybiskup i mnich w 11 roku swego wyświęcenia zginął 9 marca, ścięty przez pogan na granicach Rusi i Litwy z 18 towarzyszami i wzięty został do niebios”.
W 1009 roku Bruno z Kwerfurtu, wraz towarzyszami, udał się w podróż misyjną do Prus, w trakcie której udało mu się nawrócić na wiarę chrześcijańską króla Nethimera wraz z trzystu mężczyznami. Jednakże inny książę z tej ziemi nakazał Brunona i jego towarzyszy pozbawić życia. Ocalał tylko jeden – Wipert, późniejszy autor relacji o męczeństwie biskupa. Według historyka Alfredasa Bumblauskasa zapisek ten odnotowuje pierwszą próbę ochrzczenia Litwy.

## Edycje polskie
W 2014 roku ukazało się spolszczenie Roczników Kwedlinburskich, ale oparte na starym wydaniu z 1839 roku i jego niemieckim tłumaczeniu z 1862 roku. W 2024 roku Andrzej Kozicki opublikował tłumaczenie bezpośrednio z języka łacińskiego na język polski obejmujące istotną dla dziejów Polski część opisującą wydarzenia od 984 roku, na podstawie edycji krytycznej przygotowanej przez Martinę Giese w 2004 roku i uwzględnionych emendacji naniesionych w 2015 roku przez Hartmuta Hoffmanna.